# Українсько-донські відносини
Українсько-донські відносини — дипломатичні відносини, які були встановлені між Українською державою (надалі — Українською Народною Республікою) і Всевеликим Військом Донським (надалі — Донською демократичною групою) в травні 1918 року й тривали до червня 1922 року.

## Територіальні та політичні питання

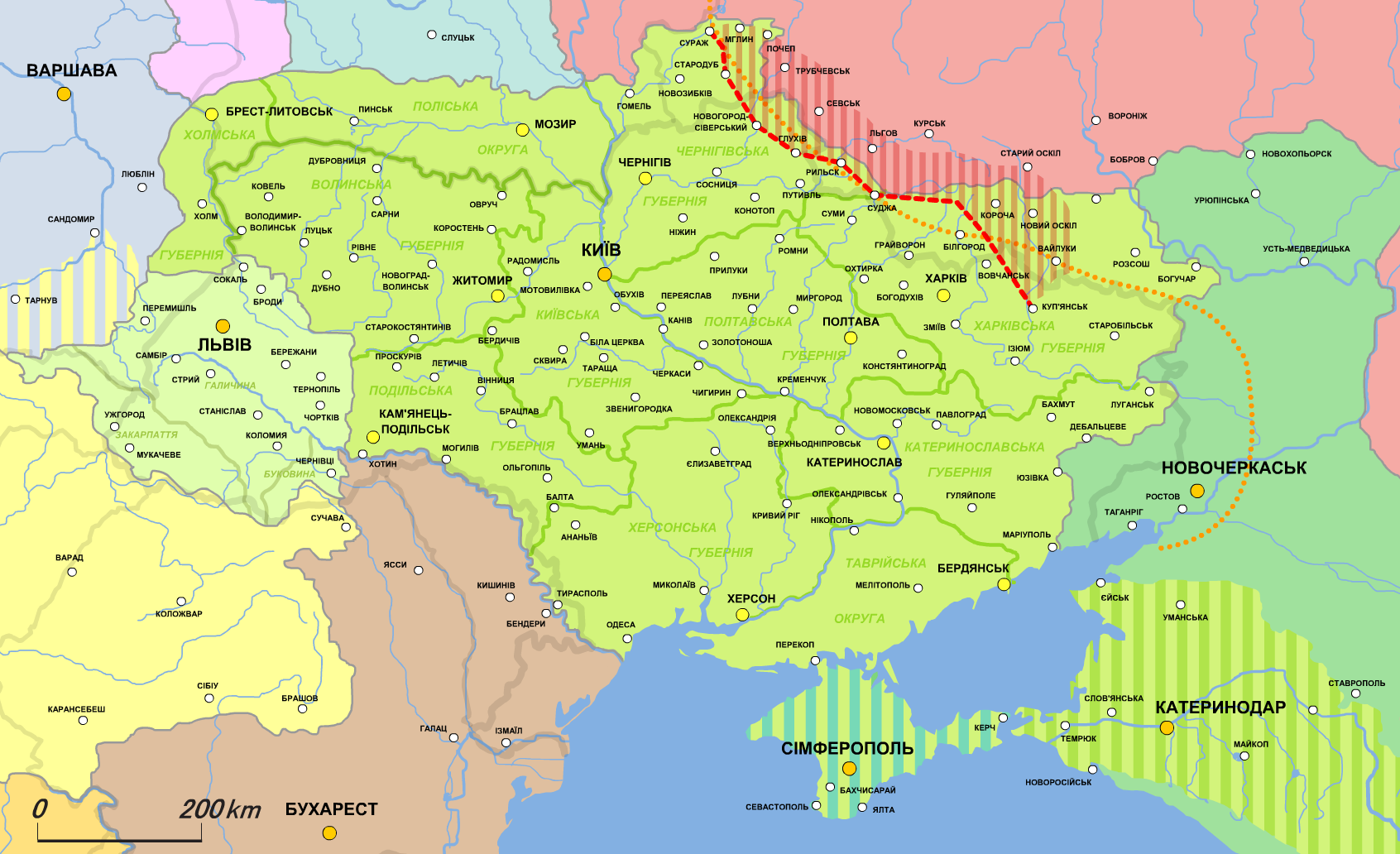
Травень-жовтень 1918 року:
Українська держава
Всевелике Військо Донське

16 травня 1918 року в звільненому від більшовиків Новочеркаську Кругом порятунку Дону було проголошено відновлення Всевеликого Війська Донського, його військовим отаманом був обраний генерал-майор Петро Краснов. Відразу ж після обрання їм було написано два листи, перший — кайзеру Німеччини Вільгельму II із проханням визнати Дон «аж до звільнення Росії від більшовиків самостійною республікою» й пропозицією встановити торговельні відносини через Українську державу, другий — гетьману України Павлу Скоропадському, в якому, посилаючись на «вічну дружбу донських козаків із українцями», висловлював жаль з приводу безпідставних, на його думку, претензії України на Таганрізький округ і пропонував гетьману тісне співробітництво у справі відновлення «єдиної та неподільної Росії» (останні фрази з дозволу Краснова були викреслені донським послом після прибуття до Київа). Після встановлення перших контактів із Україною Всевеликим Військом Донським була зроблена спроба реанімувати федералістичну концепцію Центральної ради — Дон погоджувався піти на місцеву федерацію з Україною за умови:
- повної автономії, свого отамана, свого війська, своєї мови;
- допускається можливість спільної монетарної системи, шляхів, пошти;
- служби Донського війська тільки для оборони свого краю і в межах, за винятком випадків схвалених Великим кругом;
- своїх, спільно розроблених на Раді, законів, але адаптованих до українських;
- відмови України від претензій на Таганрог і Ростов і передачі Дону Старобільського повіту Харківської губернії та Слов'яносербського повіту Катеринославської губернії з Луганськом, де перебували кінні заводи і вироблялося військове спорядження.

Українська сторона не прийняла таку пропозицію, після чого донська сторона пішла на поступки — вона відмовилася від претензій на Луганськ і Старобільськ, але акцентувала на тому, що «без Таганрізького округу Війську загрожує економічна смерть». Гетьман Скоропадський, який був прихильником найбільш тісного союзу з Доном, в даному питанні натрапив на критичне ставлення до певних українських політичних кіл, які вважали, що включення Ростова до складу Української держави необхідне для зв'язку з Кубанню. У даній ситуації Скоропадському довелося взяти ініціативу на себе й в серпні 1918 року сторони дійшли консенсусу — був підписаний Попередній договір, яким держави:
- визнали незалежність і суверенітет один одного;
- встановили державний кордон за дореволюційною адміністративною межею між Катеринославською, Харківською й Воронезькою губерніями з Областю Війська Донського, за винятком території прилеглої до Маріуполя, яка відійшла Україні;
- постановили, що до перемоги над більшовицькою Росією донські війська з стратегічних міркувань могли займати залізницю Чертково — Лиски та Лиски — Поварино;
- постановили, що на території Дону «українська народність користується всіма правами в області мови, школи і культури на рівних з усіма громадянами, а політичними на рівних з усіма громадянами неказачьего стану. Ті ж права надаються на Україні донським уродженцям».

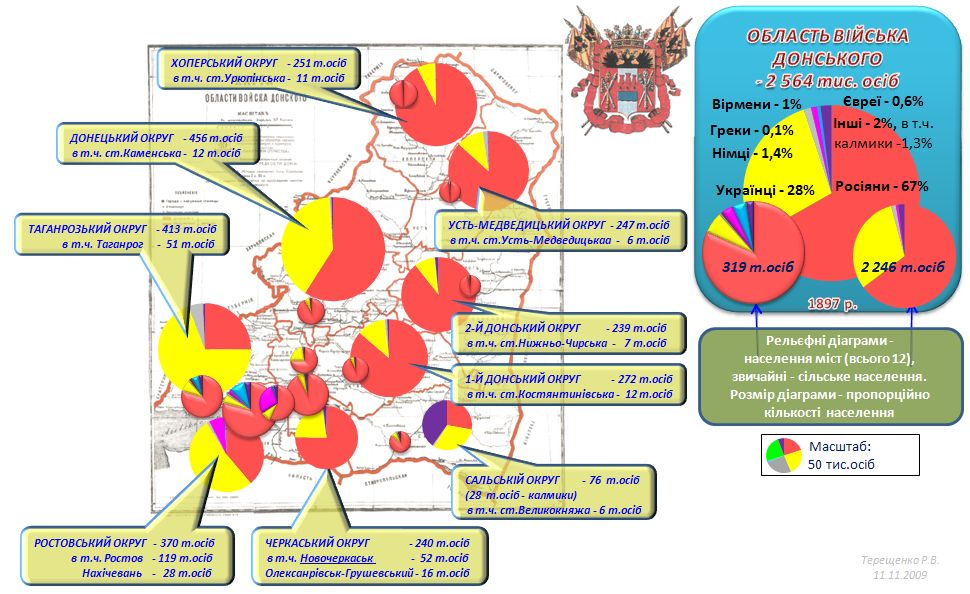
Населення Області Війська Донського згідно з переписом 1897 року (рідна мова)

Після підписання договору Україна на мирних переговорах із РСФРР заявила про невизнання Дону її частиною, що призвело до гострих дискусій і згортанню політичної діяльності та фінансово-розрахункової комісій.
Однак, після Антигетьманського повстання, між Доном і Україною знову з'явилися протиріччя. Із листопада по грудень 1918 року Донська армія, з дозволу гетьмана Скоропадського, зайняла частину східноукраїнських земель, які входили до складу Харківської та Катеринославських губерній. Незважаючи на те, що в офіційній заяві отамана Всевеликого Війська Донського Петра Краснова щодо дій його військ говорилося, що Дон не претендує на землі України, фактично, після відновлення Української Народної Республіки, він спробував змінити межі завдяки дипломатичній підтримці країн Антанти. Зокрема, відправляючи Донську делегацію на Паризьку мирну конференцію, доручив їй лобіювати приєднання до Дону частини Катеринославської губернії. Місія не мала успіху, оскільки делегацію не допустили до участі в конференції, а донські підрозділи були вибиті з даних територій Робітничо-селянською червоною армією вже в січні 1919 року. Подібні дії стали однією з основних причин подальшого конфлікту між УНР і ВВД, який, тим не менш, не призвів до розриву дипломатичних відносин.
В еміграції, 2 квітня 1921 року між Урядом Української Народної Республіки й Донською демократичною групою був укладений союз, що передбачав взаємну допомогу й управління антибільшовицьким повстанським рухом. Також, за посередництва Уряду УНР, був укладений союз між Донською демократичною групою й Російським політичним комітетом. Проте вже 4 червня 1922 року ДДГ розірвала обидві конвенції, заявивши, що «подальша боротьба з Радянською Владою не в інтересах народу».

## Військові питання
Україна активно допомагала донським козакам, що воювали проти більшовиків, поставками зброї й амуніції. Так, вже в першій половині червня 1918 року було дано дозвіл на безкоштовну поставку на Дон 10 000 000 патронів і 28 легких гармат із повним комплектом снарядів для них. У відповідності з Додатковою секретною угодою від 7 серпня 1918 року, укладеною за сприянням Німеччини, Україна взяла на себе зобов'язання поставити Всевеликому Війську Донському озброєння і військове спорядження з майна, яке залишилося «понад кількості, необхідного для укомплектування кількості українських військ, встановленого за договором із Центральними державами» із розрахунку на три корпуси. У цілому, до кінця літа Україна переправила на Дон не менше 5 000 000 патронів і снарядів, а також військового спорядження на 10 000 000 карбованців. Із вересня по грудень Україна поставила для ВВД: 45 літаків із бомбами та запчастинами, 50 тридюймових (76 мм) гармат, 414 665 тридюймових снарядів, 19 гаубиць, 10 071 снарядів для гаубиць (із них не менше 5715 для шестидюймових (152 мм) і 4336 для 48-лінійних (122 мм)), 35 180 гвинтівок, 105 кулеметів, 66 825 000 патронів, 450 самокатів (велосипедів), 3000 верст кабелю, 2000 телефонів, 24 000 шинелей. Все майно постачалось умовно за гроші, але фактично безкоштовно і урядові Всевеликого Війська Донського воно діставалося тільки за ціною переправлення, завантаження і розвантаження.
Крім того, донські дипломати в Києві сприяли переведенню військовослужбовців з України в Донську, Південну, Астраханську та Російську народну армію — сили, які воювали проти червоноармійців на Півдні Росії. Також ними була запропонована пропозиція щодо організації особливої комісії для планомірного забезпечення потреб усіх воюючих армій проти більшовиків із військових запасів, які мала Україна.
Після перемоги Антигетьманського повстання донські дипломати також клопотали перед республіканською владою за окремих донських офіцерів, які, за їх твердженням, не брали участі в бойових діях проти Директорії на стороні гетьмана.

## Економічні питання
Економічне співробітництво між Україною й Доном офіційно почалося за підсумками наради «у справі вирішення питання про можливість товарообміну між Українською державою та Донською областю». Присутні на ній донські представники спочатку спробували прив'язати налагодження повноцінних економічних відносин до фактичного визнання українською стороною державним кордоном колишньої адміністративної межі між Катеринославською губернією та Областю Війська Донського, а також вказали на те, що Донському краю необхідний український цукор, поставки якого були заборонені. Це викликало обурення української сторони, яка заявила, що цукор в Україні реалізується за картковою системою через його брак, а Дон, навпаки, безпідставно заборонив експорт вугілля та металу, яких на Дону в надлишку і на які відсутні споживачі, назвавши також дану політику «оголошенням економічної війни». Також українська сторона висловлювала здивування 5 % надбавкою на вивіз продуктів, введеною Донським урядом, із тих територій, які вона вважала своїми й заявляла, що вона в принципі «порушує принцип рівності на ринку споживачів і незалежність економіки від політики». Донський стороні довелося погодиться з української аргументацією і прийняти наступні умови — «торг повинен бути вільний, заборони вивозу й оплати вивезення, які існували, повинні скасуватись. Виняток тільки для тих продуктів, для розподілу яких встановлена карткова система».
У такому економічному співробітництві Київ і Новочеркаськ віддавали перевагу механізму товарообміну. Дон потребував цукор, скло, посуд, дубильні речовини, фаянс, шкіру, лампи, тканини, мило, вироби галантереї, швейні й сільськогосподарські машини, обладнання для будівництва доріг, локомотиви, вагони, рейки. В обмін на це він міг надати вугілля, мастильні масла, вовну, хліб, виноград, фрукти. Тільки протягом червня-липня 1918 року з Дону на Україну і Крим вивезли товарів на суму 26 000 000 карбованців. Особливо гострим було питання постачання цукру, адже воно проводилося з істотним запізненням. У жовтні-грудні 1918 року з підконтрольних владі заводів для ВВД відвантажили 45 823 пуди й 19 фунтів цукру на суму 4 798 817 карбованців, які Дон покрив поставками вугілля та мастил. Крім того, згідно з досягнутими домовленостями, по 10 кг цукру за казенною ціною надавалось для працівників Донського посольства.

## Дипломатичне представництво

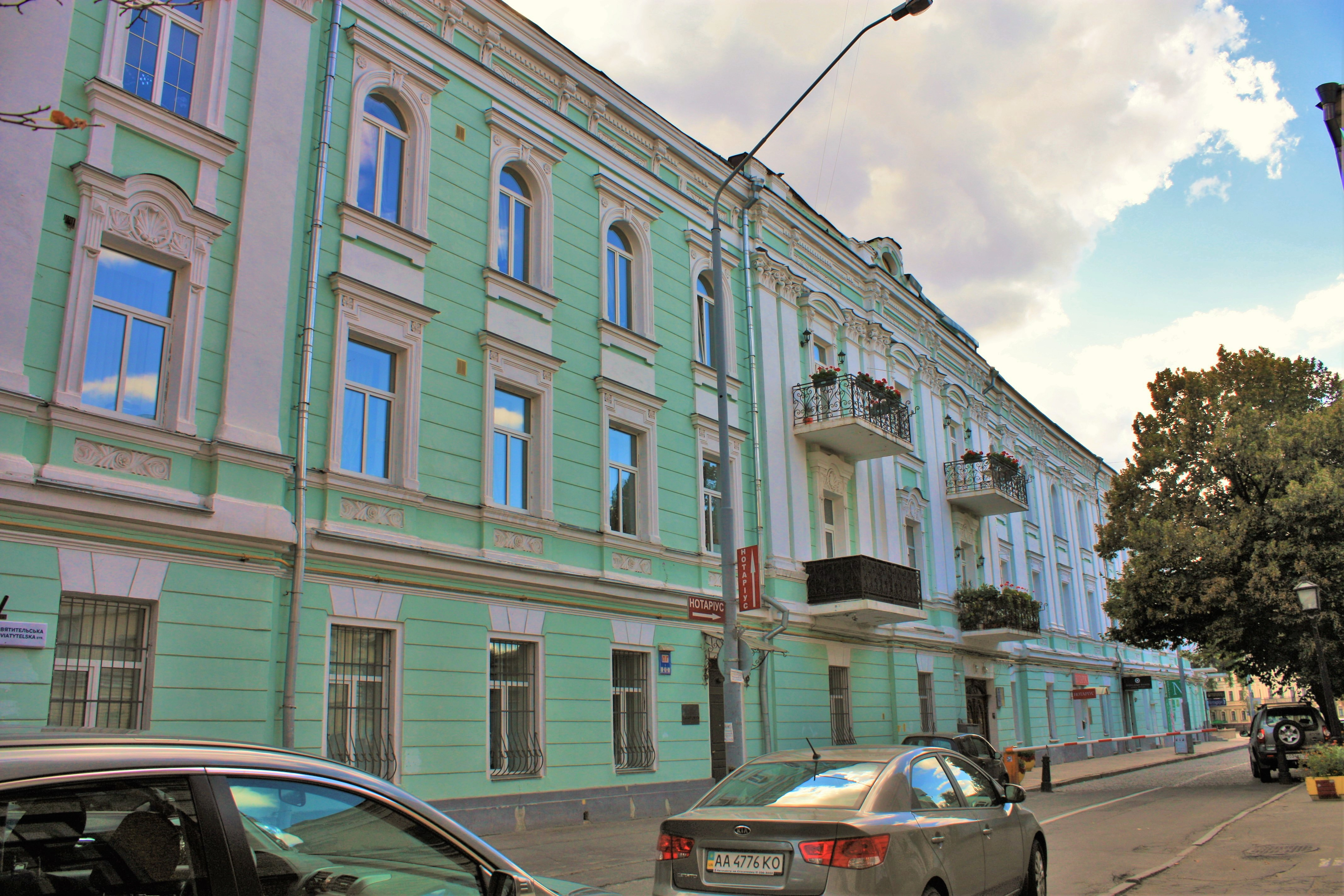
Будівля, в 15 кімнаті якої розташовувалося посольство Всевеликого Війська Донського в Україні. Україна, Київ, вул. Трьохсвятительська, 11

Дипломатичні відносини встановлені в 1918 році: в травні 1918 року почало діяти Донське посольство в Україні, 2 вересня 1918 року призначений дипломатичний представник України при уряді ВВД.
Дипломатичні представники України при уряді Всевеликого Війська Донського:
- Максим Славинський. Призначений 2 вересня 1918 року[6].

Міністри-резиденти України при уряді Всевеликого Війська Донського:
- Костянтин Середин. Призначений 1 листопада 1918 року (не приступив до виконання обов'язків)[1][4].

Посли Тимчасового уряду Війська Донського в Україні:
- Володимир Сидорін. Призначений 13 травня 1918 року[2].

Посли Всевеликого Війська Донського в Україні:
- Михайло Свєчин. Призначений 18 травня 1918 року[2];
- Олександр Черячукін. Призначений у червні 1918 року.

Отамани Зимової Станиці (повноважні посланці) від Всевеликого Війська Донського при державі Українській:
- Олександр Черячукін. Призначений 23 серпня 1918 року, вірчі грамоти передав Гетьману України Павлу Скоропадському 25 вересня 1918 року[2].

## Міжнародні договори та дипломатичні ноти
- Попередня угода від 7 серпня 1918 року[2];
- Додаткова секретна угода від 7 серпня 1918 року;
- Тимчасова угода про експлуатацію частини Запорізької залізниці, яка знаходиться в межах колишньої Області Війська Донського від 31 серпня 1918 року;
- Тимчасова умова про перевезення у простому сполученні пасажирів, багажу й вантажів між залізничними дорогами Всевеликого Війська Донського та Українською державою від 2-5 вересня 1918 року;
- Тимчасова умова про передачу рухомого складу між залізницями Всевеликого Війська Донського та Української держави від 7 вересня 1918 року;
- Договір про спільне регулювання питань, що стосуються Донецького Басейну від 18 вересня 1918 року;
- Умова між урядами Української держави та Всевеликого Війська Донського щодо поштово-телеграфних відносин від 18 жовтня 1918 року;
- Договір про постачання цукру з Української держави до Всевеликого Війська Донського від 29 жовтня 1918 року;
- Конвенція «про міжнародно-правове об'єднання» між Урядом Української Народної Республіки в еміграції й Донською демократичною групою від 2 квітня 1921 року[4].

Офіційні ноти з боку України:
- Нота про недоцільність визначення державної організації Дону як тимчасової від 17 липня 1918 року[1].